# 苍山黄堇
苍山黄堇（学名：Corydalis delavayi）为罂粟科紫堇属下的一个种。

## 扩展阅读
- 維基物種上的相關：苍山黄堇